# Charles Henry Bartlett
Charles Henry Bartlett (Bermondsey, Southwark, Londres, 6 de febrer de 1885 – Enfield, Londres, 30 de novembre de 1968) va ser un ciclista en pista anglès que va competir a començaments del segle xx.
El 1908 va prendre part en els Jocs Olímpics d'Estiu de Londres, on va guanyar la medalla d'or en la prova dels 100 quilòmetres, amb un temps de 2h 41' 48,6", per davant del seu compatriota Charles Denny i el francès Octave Lapize.